# Basenje
Basenje é uma cidade do Afeganistão, localizada na província de Badaquexão.